# Широкий Луг (Росія)
Широ́кий Луг (рос. Широкий Луг) — селище у складі Зоринського району Алтайського краю, Росія. Входить до складу Новозиряновської сільської ради.

## Населення
Населення — 93 особи (2010; 132 у 2002).
Національний склад (станом на 2002 рік):
- росіяни — 89 %